# Dieter Görlitz

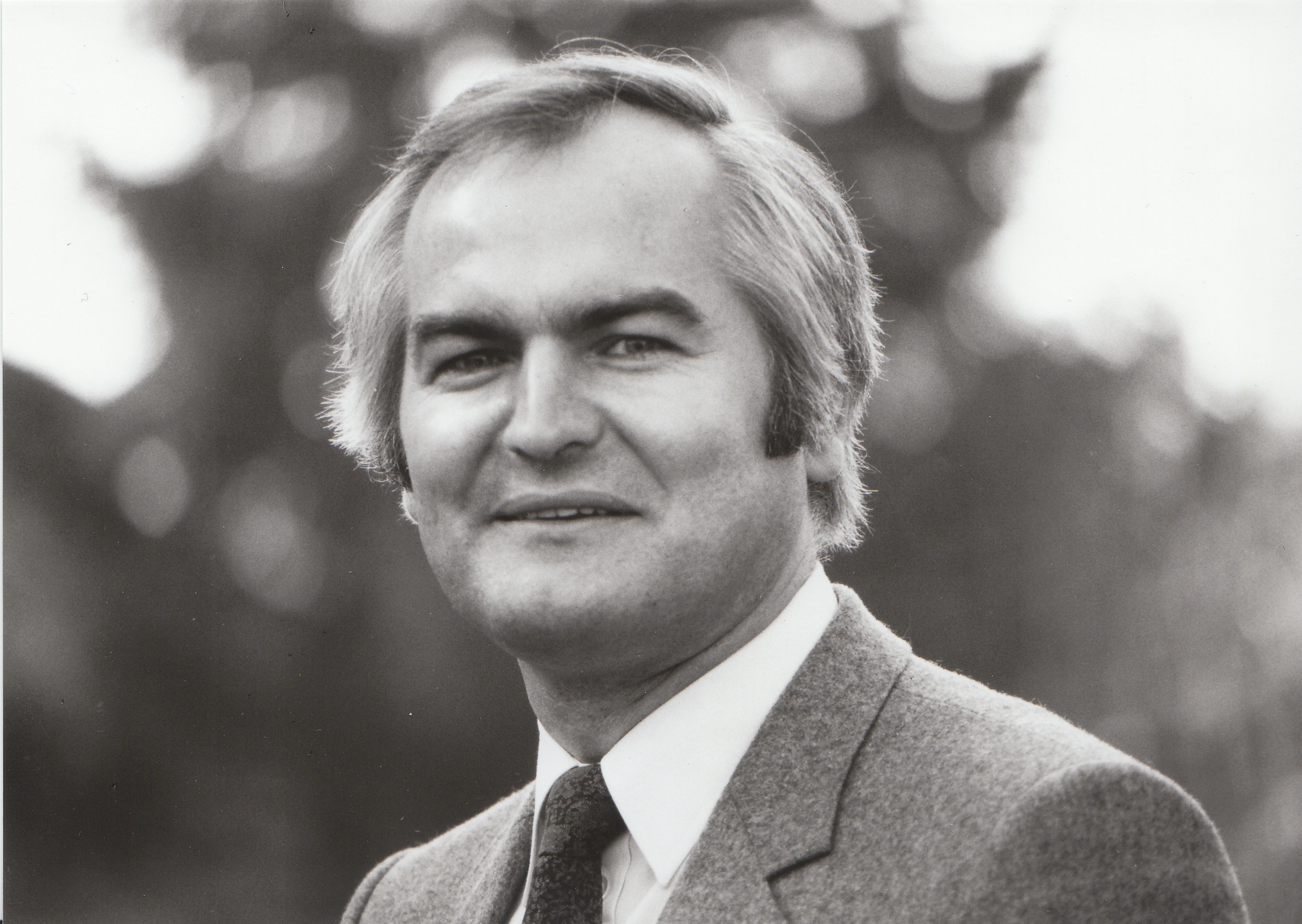
Dieter Görlitz, Altoberbürgermeister der Stadt Deggendorf

Dieter Görlitz (* 25. Februar 1937 in Quaritz, Landkreis Glogau, Provinz Niederschlesien) war für die CSU von 1974 bis 1983 Mitglied des Bayerischen Landtages und von 1983 bis 2000 Oberbürgermeister der Stadt Deggendorf.

## Leben
Nach einer Lehre bei der Post wurde Görlitz Leiter der Rentenstelle. 1960 trat er der CSU bei und wurde 1966 zum Deggendorfer Stadtrat gewählt. 1974 wurde er für die CSU in den Bayerischen Landtag gewählt, dem er bis zu seiner Wahl zum Oberbürgermeister von Deggendorf im Jahr 1983 angehörte. 2000 legte Görlitz sein Amt aus gesundheitlichen Gründen nieder, Anna Eder (ebenfalls CSU) folgte ihm als Oberbürgermeisterin nach.
Zentrale Themen als Oberbürgermeister waren neben anderem die Gründung und der Ausbau der Fachhochschule in Deggendorf, die Verlegung der Bundesstraße 11 mit zwei Tunneln und Einhausungen, die Schaffung des Freihafens im Stadtteil Deggenau sowie der Bau einer Tiefgarage und vier Parkhäusern. In diese Zeit fielen auch die Schaffung des Kulturviertels, des Bürgerfestes, des Christkindlmarktes auf dem Stadtplatz und der Donau-Wald-Ausstellung.

## Auszeichnungen
- Bundesverdienstkreuz am Bande (1985)
- Goldener Ehrenring der Stadt Deggendorf (1986)
- Ehrenbürger der Stadt Deggendorf (2000)
- Bundesverdienstkreuz 1. Klasse (2000)

Nach ihm wurde der Dieter-Görlitz-Preis und der Dieter-Görlitz-Platz in Deggendorf benannt.